# Runcu (Dâmbovița)
Runcu é uma comuna romena localizada no distrito de Dâmboviţa, na região de Muntênia. A comuna possui uma área de 79.15 km² e sua população era de 4632 habitantes segundo o censo de 2007.